# 1948年鐵路
此條目列出1948年發生有關鐵路運輸的事件。

## 事件

### 1月
- 1月1日：所有大不列顛上的11條主要鐵路根據1947年交通法案（英语：Transport Act 1947）進行國有化，四大英國鐵路公司（大西部鐵路、倫敦及東北鐵路、倫敦、米德蘭及蘇格蘭鐵路與南方鐵路）合併成為英國鐵路[1]。

### 3月
- 3月1日：阿根廷所有外國持有的鐵路公司在總統胡安·裴隆第一任期時進行國有化。

### 4月
- 4月3日：大阪市營地下鐵3號線開始複線運行。

### 5月
- 5月1日：肯尼亞及烏干達鐵路及港口管理局（英语：Kenya and Uganda Railways and Harbours）與坦噶尼喀鐵路及港口服務局（英语：Central Line (Tanzania)）合併成為東非鐵路及港口合作管理局（英语：East African Railways and Harbours Corporation）。
- 5月28日：一列火車在萬華與板橋之間的新店溪橋起火，造成嚴重死傷

### 7月
- 7月28日：紐約、安大略及西部鐵路（英语：New York, Ontario and Western Railway）全線柴油化。

### 10月
- 10月26日：美國自由列車（英语：American Freedom Train），載有美國憲法、美國獨立宣言和美國權利法案原版的列車，最後一次在優雅港（英语：Havre de Grace, Maryland）進行公眾展覽。

### 11月
- 11月21日：倫敦地鐵中央線完成整條海諾特環線，並將路線由伍德福德站延長至勞頓站，而該線的萊斯里普支線亦由格林福德站延長至西萊斯里普站。
- 11月28日：紐約地鐵的IND福爾頓街線延長。